# Frederik af Hessen-Kassel (1820-1884)
 Der er flere personer med dette navn, se Frederik af Hessen-Kassel.
Frederik Vilhelm Georg Adolf, prins af Hessen-Kassel (26. november 1820 i København – 14. oktober 1884 i Frankfurt am Main) var tronarving til Danmark og Hessen-Kassel. Han blev aldrig statsoverhoved, men var titulær landgreve af Hessen-Kassel-Rumpenheim 1867-1884.

## Biografi

### Fødsel og familie
Prins Frederik blev født den 26. november 1820 i København som den eneste søn af den titulære landgreve Vilhelm af Hessen-Kassel (1787–1867) og prinsesse Charlotte af Danmark (1789–1864). Hans far var søn af den titulære landgreve Frederik af Hessen-Kassel og prinsesse Karoline Polyxene af Nassau-Usingen og tilhørte en yngre sidegren af det tyske fyrstehus Hessen-Kassel, som var tæt knyttet til den danske kongefamilie gennem flere ægteskabsalliancer. Faderen havde gjort karriere som officer i Danmark, hvor han havde giftet sig med prinsesse Charlotte, der var datter af arveprins Frederik af Danmark-Norge og Sophie Frederikke af Mecklenburg-Schwerin. Charlotte og Wilhelm boede det meste af deres liv i Danmark og København. På et tidspunkt var Wilhelm den militære guvernør over København.
Gennem sin mor havde han to morbrødre:
1. Christian VIII, konge af Danmark, død 1848, (far til Frederik VII, død 1863).
2. Arveprins Ferdinand af Danmark, død 1863.

Prins Frederik havde seks søstre:
- Karoline Frederike Marie Vilhelmine, født 1811 i København, død 1829 i København.
- Marie af Hessen-Kassel, født 1814 i København, død 1895, gift med Prins Frederik August af Anhalt-Dessau.
- Louise af Hessen-Kassel, født 1817, død 1898, gift med Kong Christian 9..
- Augusta af Hessen-Kassel, født i København 1823, død i København 1889, gift med den svensk-danske baron Baron Carl Frederik Blixen Finecke, der var dansk udenrigsminister i 1859-1860 og fungerende konseilspræsident i februar 1860.
- Sophie, født og død 1827 i København.

### Ungdom
Frederik tilbragte sin barndom og ungdom i Danmark og studerede på Bonns Universitet fra 1839 til 1841. Som dansk officer blev han kaptajn i Hæren fra 1837, generalmajor fra 1843, generalløjtnant fra 1851. I 1842 foretog han om bord i fregatten Thetis en rejse til Middelhavet, under hvilken han besøgte Konstantinopel. Som ung aflagde han besøg hos adskillige af de europæiske hoffer.

### Tronarving i Danmark
Ved morbroderens Christian VIII's tronbestigelse i 1839 rykkede prins Frederik frem til en femte plads i arvefølgen.
Ifølge Kongeloven var de nærmeste arvinger til Danmark og Lauenborg nu (slægtskab til Frederik er angivet i parentes):
1. Kronprins Frederik, død som Frederik VII i 1863, (fætter)
2. Arveprins Ferdinand, død 1863, (morbror)
3. Juliane Sofie, (gift med den titulære landgreve af Hessen-Philippsthal-Barchfeld), død 1850, (moster)
4. Louise Charlotte, død 1864, (mor)
5. Frederik af Hessen selv, død 1884.

Efter fætterens tronbestigelse i 1848 og mosterens død i 1850 rykker Frederik af Hessen frem til en tredje plads. Da Frederik VII lever usundt og ikke kan forventes at efterlade sig arvinger, er det kun et spørgsmål tid, inden Frederik af Hessen kan sætte sig på den danske trone.
Allerede før 1848 er der dog opstået to problemer:
- De voksende spændinger mellem dansk og tysk truer sammenholdet i det Danske Monarki.
- Frederiks russiske ægteskab gør ham upopulær.

#### Augustenborgernes krav
Det første problem er, at Christian 8.'s svoger den titulære hertug af Augustenborg i 1846 stiller sig i spidsen for den tysksindede slesvig-holstenske bevægelse, der ønsker området løsrevet fra Danmark. Hertugen af Augustenborg bestrider, at Kongelovens arveregler gælder for Holsten og Slesvig. I stedet ønsker hertugen et selvstændigt Slesvig-Holsten med sig selv som statsoverhoved.
Over for dette står den danske regering, der næsten for en enhver pris vil holde monarkiet sammen udelt, og som derfor er villig til at ændre Kongelovens arveregler.
Under Treårskrigen (1848-1850) får slesvig-holstenerne hjælp fra de tyske stater. Arvespørgsmålet er ikke længere et indre anliggende i monarkiet, men en sag, som de europæiske stormagter skal afgøre.

#### Det russiske ægteskab
Det andet problem har prins Frederik selv skabt. Hans ægteskab i 1844 med storfyrstinde Aleksandra Nikolajevna af Rusland, der var datter af den despotiske russiske kejser Nikolaj 1., gør ham nemlig upopulær i de voksende liberale og demokratiske kredse i Danmark. Selv om storfyrstinden dør allerede samme år, så vil det udslagsgivende nationalliberale parti forhindre, at Frederik af Hessen bliver dansk konge.

#### Det russiske indgreb
Med henvisning til Traktaten i Zarskoje Selo fra 1773 griber Nikolaj I ind i arvestriden (formelt kun i den holstenske arvestrid, reelt dog i hele monarkiets forhold). I 1851 dropper han sin tidligere svigersøn som kandidat. I stedet vil kejseren sætte én af sine slægtninge fra storhertugdømmet Oldenburg på den danske trone. I sidste øjeblik vælger han dog prins Christian af Glücksborg.

#### Stormagternes garanti
Stormagterne (Rusland, England, Frankrig, Østrig og Preussen) udsteder en foreløbig garanti om monarkiets udelelighed med Christian af Glücksborg som den fremtidige konge. Nu mangler der kun de formelle arveafkald fra de prinser og prinsesser, der har arveretten ifølge Kongeloven.

#### Arveafkaldet i 1851
Prins Frederik forventede, at han skulle efterfølge sin slægtning Frederik Vilhelm I, som kurfyrste af Hessen-Kassel, derfor forsøgte han at få magternes løfte om en udvidelse af Hessen, så landet kunne blive et kongerige. Det lykkedes dog ikke at få stormagternes tilsagn om en større stat i Hessen.
Den 18. juli 1851 giver prinsen afkald på sin arveret til fordel for sin søster prinsesse Louise. Hun overfører sin arveret til sin mand prins Christian af Glücksborg. I 1854 ophøjer Frederik 7. prinsen af Hessen til kongelig højhed.
Arveafkaldet skete under betingelse af, at stormagterne garanterede det danske monarkis udelelighed. Dette krav blev formelt tiltrådt af stormagterne i London Protokollen af 1852.

#### Arvekravet i 1864
Under den 2. Slesvigske Krig indkaldtes stormagterne til en ny konference i London. Her erklærede Preussen og Østrig sig den 12. maj 1864 frigjorte fra protokollen af 1852. Protesterne fra Rusland, England og Frankrig var så svage, at de ikke fik nogen betydning.
Nu erklærer Frederik af Hessen, at hans arveafkald i 1851 var sket under falske forudsætninger. Han forlanger sin arveret tilbage. Han mener, at han (som konge eller tronfølger) kan redde Danmarks forbindelse til Slesvig og Lauenborg, mens Holsten vil gå tabt.
Da Frederiks krav bliver afvist, bryder han med svogeren Christian IX. Prinsen og hans familie forlader Danmark. Under landgreveparrets sommerbesøg på Fredensborg Slot i 1878 forsones Frederik med søsteren og svogeren (Christian IX).

### Tronarving i Hessen
I 1866 bliver Hessen-Kassel erobret af Preussen. Kurfyrste Frederik Vilhelm drager i eksil og dør i Prag i 1875. Hans store privatformue arves af hans ikke-fyrstelige børn.
Stillingen som overhoved for ’’Det kurhessenske Hus’’ overtages af Frederik af Hessen-Kassel-Rumpenheim. Derimod bliver hverken Frederik eller hans efterkommere kurfyrster og statsoverhoveder i Hessen-Kassel.
I slutningen af 1900-tallet uddør den storhertuglige familie i Hessen-Darmstadt. De titulære landgrever af Hessen-Kassel kalder sig herefter ’’Overhoved for alle hessenske linjer’’.
Udover linjen Rumpenheim findes der en anden landgrevelig linje, der hedder ’’Hessen-Philippsthal-Barchfeld’’. Denne linje opstod i 1600-tallet, som en sidelinie til Hessen-Kassel.
Frederik af Hessen-Kassel var frimurer. 11. juli 1868 indtrådte han i logen Carl zum Felsen i Altona (opkaldt efter Carl af Hessen), hvor han 6. september året efter avancerede til lærling og mester.

## Ægteskaber og børn
Prins Frederik var gift to gange:
1. Alexandra Nikolajevna af Rusland, storfyrstinde, datter af kejser Nikolaj I af Rusland, født 14 juni 1825, død 10. august 1844.
2. Maria Anna Frederikke, prinsesse af Preussen, født 17. maj 1836.

### Børn

#### I første ægteskab
1. Vilhelm, prins af Hessen-Kassel (født og død 10. august 1844 i Tsarskoje Selo).

#### I andet ægteskab
1. Frederik Vilhelm Nikolaj Karl, titulær landgreve af Hessen-Kassel (1884-1888), født 15. oktober 1854 i København.
2. Elisabeth Alexandra Maria Charlotte Louise, prinsesse af Hessen-Kassel, født 13. juni 1861 i København. Gift med arveprins Leopold af Anhalt
3. Alexander Frederik Vilhelm Albrecht, titulær landgreve af Hessen-Kassel (1888-1925), født 25. januar 1863 i København.
4. Frederik Karl, titulær landgreve af Hessen-Kassel (1925-1940), født 1. maj 1868 på Panker i Holsten, kandidat til den finske trone i 1918.
5. Marie Polyxene Olga Viktoria Dagmar Anna, prinsesse af Hessen-Kassel, født 29. april 1872.
6. Sibylle Margaretha Christa Thyra Hedvig Catharina, prinsesse af Hessen-Kassel, 3. juni 1877.